# Gevork Andreevich Vartanian
Gevork Andreevich Vartanian, (Rostov do Don, 17 de fevereiro de 1924 — Moscou, 10 de janeiro de 2012), foi um oficial e espião soviético que ajudou a descobrir uma conspiração nazista que mataria Franklin Roosevelt, Winston Churchill e Josef Stalin, durante a Conferência de Teerã, em novembro de 1943.